# Marie de Luxembourg (1472-1547)
Pour les articles homonymes, voir Marie de Luxembourg.
 (août 2020).
Si vous disposez d'ouvrages ou d'articles de référence ou si vous connaissez des sites web de qualité traitant du thème abordé ici, merci de compléter l'article en donnant les références utiles à sa vérifiabilité et en les liant à la section « Notes et références ».
Marie de Luxembourg-Saint-Pol, dite Marie de Luxembourg, est née en 1472 et morte le 1er avril 1547, à La Fère, (France). Reconnue pour son caractère charitable et pieux, elle est entre autres comtesse de Saint-Pol (Marie Ire) et comtesse de Soissons. De par ses deux mariages, elle accroît ses possessions et devient l'ancêtre commun à de nombreuses dynasties européennes via la maison de Bourbon.

## Biographie

### Origines et famille
Marie de Luxembourg est le quatrième enfant de Pierre II de Luxembourg-Saint-Pol (v. 1440-1482), comte de Saint-Pol et de Soissons, entre autres titres, et de sa seconde épouse, Marguerite de Savoie (1439-1483). Son nom vient du fait qu'il était un descendant de 9e génération de Henri V, comte de Luxembourg, appartenant donc à la branche française de la maison de Luxembourg.
Ainsi son père est le fils de Louis de Luxembourg-Saint-Pol (1418-1475), dit le Connétable de Saint-Pol, comte de Saint-Pol, et de Jeanne de Bar (1415-1462), comtesse de Marle et de Soissons.
Sa mère est la fille de Louis Ier (1413-1465), duc de Savoie, prince de Piémont, et d’Anne de Lusignan (1418-1462), princesse de Chypre et de Jérusalem.
Elle est la sœur de trois frères plus âgés qu'elle mais morts en bas âge ; de Françoise de Luxembourg (????-1523), future épouse de Philippe de Clèves (1459-1528), seigneur de Ravenstein ; et de Charlotte de Luxembourg (????-1526/1528), future épouse de Philippe d'Estavayer (????-1528).
En 1484, elle épouse Jacques de Savoie (1450-1486), son oncle maternel, comte de Romont et baron de Vaud, dont elle a :
- Françoise Louise (1485-1511), mariée à Henri III de Nassau-Dillenbourg (1483-1538), comte de Nassau, sans postérité.

Le 8 septembre 1487, elle épouse en secondes noces François de Bourbon-Vendôme (1470-1495), comte de Vendôme, seigneur d'Epernon, et de Mondoubleau dont elle a :
- Charles (1489-1537), comte (1495) puis duc (1514) de Vendôme ; chef de la maison de Bourbon en 1527, dont postérité ;
- François (1491-1545), comte de Saint-Pol, marié en 1535 à Adrienne d'Estouteville (1512-1560), duchesse d'Estouteville, dont postérité ;
- Louis (1493-1557), cardinal, évêque de Laon puis de Sens, abbé de Saint-Denis ;
- Antoinette de Bourbon-Vendôme (1494-1583), mariée à Claude de Lorraine (1496-1550), comte (1520) puis duc (1528) de Guise, dont postérité ;
- Louise (1495-1575), abbesse de Fontevraud en 1534-1575.

Marie de Luxembourg est une femme active et cultivée, modeste, en bons termes avec les cours de France et de Bruxelles. Environ 150 personnes sont à son service, ses ressources sont immenses et elle se révèle être une excellente administratrice.
Elle est capable de faire de longues chevauchées et ces voyages lui permettent de régler elle-même ses affaires.
Réputée bienfaisante et pieuse, Marie élève le château de La Fère, fonde le monastère de La Fère, les églises de Travecy (où dit-on son arrière-petit-fils Henri IV aurait entendu sa première messe après avoir abjuré ?), de Ly-Fontaine et de Vendeuil, entretient l’Hôtel-Dieu de La Fère, construit des halles à Condé-en-Brie, favorise la collégiale de Vendôme. Elle est également réputée avoir apporté le travail de la broderie en Vendômois, initia dès 1529 la verrerie à Saint-Gobain.
Elle mène aussi une activité politique, soutient les Valois, encourage ses enfants au service des rois de France, et François Ier se rendra souvent au château de La Fère.
C'est également en son hôtel Saint Pol de Cambrai qu'est signée, en 1529, la paix de Cambrai dite paix des Dames, entre le royaume de France et le Saint-Empire romain germanique. Cette paix est scellée à l'instigation de Marguerite d'Autriche (1480-1530) et Louise de Savoie (1476-1531), parentes de Marie (Marie et Louise sont toutes deux petites-filles de Louis Ier (1413-1465), duc de Savoie ; Marguerite, tante paternelle de Charles Quint, est la veuve inconsolée du duc Philibert II le Beau (1480-1504), duc de Savoie et frère de Louise).
Marie est, entre autres, l'arrière-grand-mère d'Henriette de Nevers (1542-1601), duchesse de Nevers et de Rethel ; de Marie Ire Stuart (1542-1587), reine d'Écosse ; d'Henri Ier le Balafré (1550-1588), duc de Guise ; d'Henri IV, roi de France et de Navarre ; d'Henri Ier de Bourbon (1552-1588), prince de Condé, et de son demi-frère Charles de Bourbon (1566-1612), comte de Soissons ; d'Henri Ier d'Orléans (1568-1595), duc de Longueville ; etc. Ainsi, la « mère des pauvres » était aussi la « mère des rois ».

### L'héritage familial
De par son père, Marie appartient à la maison de Luxembourg-Saint-Pol, branche cadette de la maison de Luxembourg-Ligny, elle-même branche cadette de la maison de Luxembourg, elle-même branche cadette de la maison de Limbourg. La maison de Limbourg s'éteint en 1348 et la maison de Luxembourg s'éteint en 1451.
De par la maison de Luxembourg-Ligny, elle est dame de Beaurevoir, châtelaine de Lille et dame de Phalempin, La Bassée, Herlies, Orchies, Haubourdin, Emmerin, et dame d'Ailly-sur-Noye (par une alliance avec les Flandre-Dampierre-Termonde).
De par la maison de Saint-Pol, fondue dans la maison de Châtillon au XIIIe siècle puis dans celle de Luxembourg au XIVe siècle, elle est comtesse de Saint-Pol, dame de Lucheux, Pas-en-Artois, Pernes.
De par la maison d'Avesnes, fondue dans la branche de Châtillon-Blois-Saint-Pol au XIIIe siècle, elle est dame de Bohain, Prémont, Serain, et d'Aulnoy.
De par les maisons de Brienne et d'Enghien, fondues dans les Luxembourg au XIVe siècle, elle est comtesse de Conversano, dame d'Enghien et de Rebecq.
De par la maison de Coucy, fondue dans celle de Bar-le-Duc puis dans les Luxembourg-Ligny-St-Pol au XVe siècle, elle est comtesse de Marle et de Soissons, dame de Ham, Danizy, La Fère, Saint-Gobain, Crécy-sur-Serre et Séply-sur-Serre, Montcornet.
De par la maison de Montmirail, fondue dans les Coucy au XIIIe siècle, elle est vicomtesse de Meaux, dame de La Ferté-sous-Jouarre, Condé-en-Brie, et châtelaine titulaire de Cambrai, dame d'Oisy, Bertry, Elincourt, Audencourt, Montay, Havrinvourt-en-Cambrésis.
De par la maison de Bar-le-Duc, ensuite continuée dans les Luxembourg-Saint-Pol et dans lesquels s'étaient fondus les Flandre-Dampierre-Cassel au XIVe siècle, elle tient la baronnie de Winthi et de Rodes (une des cinq verges d'Alost, chargée de la dignité de Souverain Pannetier de Flandre), Bourbourg, Gravelines, Dunkerque, Mardyck, Zuydcoote, Warneton et la forêt de Nieppe, ainsi que Nogent-le-Rotrou.
De par la maison de Béthune, alliés aux Bar-le-Duc au XVe siècle, elle tient Vendeuil, Ly-Fontaine...

### L'administration des biens au nom de ses enfants
À la mort de son second mari, elle prend la tutelle de ses enfants et gouverne le comté de Vendôme, dont elle a l'usufruit, jusqu'à sa mort le 1er avril 1547, à La Fère, en Picardie. Elle embellit fortement la ville de Vendôme, faisant restaurer ou reconstruire plusieurs édifices. C'est également elle qui rend aveu au roi Charles VIII pour la châtellenie d'Epernon le 21 avril 1497[réf. nécessaire].
En 1527, Charles III (1490-1527), duc de Bourbon, dit le connétable de Bourbon, meurt à Rome. Chef de la maison de Bourbon sans héritier direct, cette qualité est transmise à son proche parent, le fils aîné de Marie, devenant Charles IV. Le duché de Bourbon ainsi que l'ensemble de ses autres biens sont, quant à eux, confisqués par la Couronne de France pour cause de forfaiture de Charles III.
En 1529, la paix de Cambrai lui fait perdre de nombreux fiefs flamands. En guise de compensation, elle obtient de François Ier, roi de France, par engagement de la Couronne l'année suivante : le duché de Valois, dont son fils Charles devient gouverneur, avec la Picardie et l'Ile-de-France ; le comté de Montfort-l'Amaury, les seigneuries de Chauny et Tergnier, Ribemont, Dourdan, et certains ajoutent le comté de Castres. Ces fiefs, elle n'en est l'engagiste usufruitière qu'à titre temporaire, au mieux viager.
D'après le livre La Fère, son histoire, du fait de la mort prématurée de son fils Charles, son héritier direct est son petit-fils, Antoine de Bourbon (1518-1562), duc de Vendôme, roi consort de Navarre par son mariage avec Jeanne d'Albret ; ils sont les parents du futur Henri IV (1553-1610), roi de France.
Elle décède le 1er avril 1547 dans son château de La Fère. Son corps et ramené à la Collégiale Saint-Georges de Vendôme en même temps que celui de son fils Charles de Bourbon duc de Vendôme et de son petit-fils comte d'Enghien. Cette triple inhumation fut célébrée par plusieurs évêques et abbés.

## Images

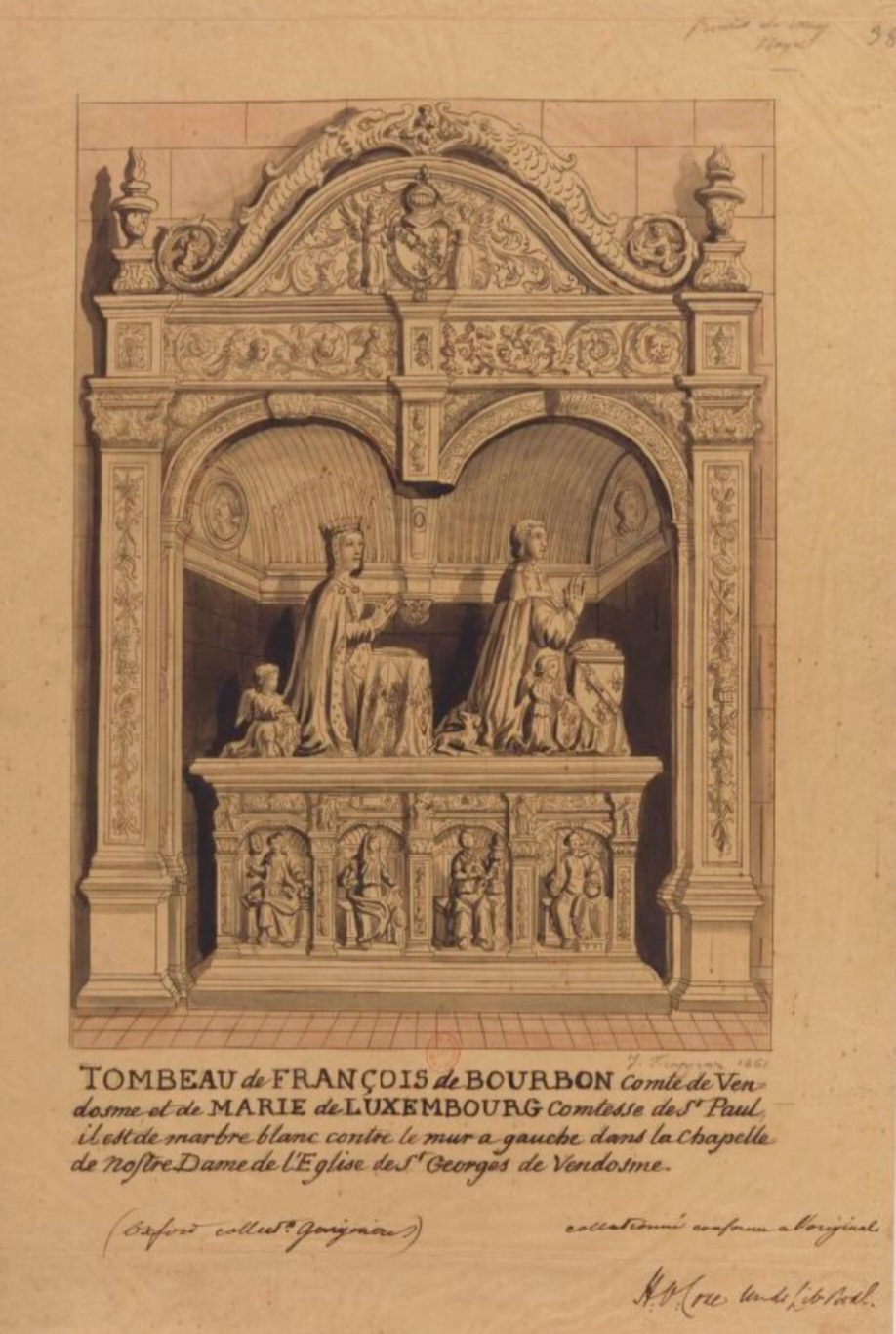
Mausolée de François de Bourbon-Vendôme et de Marie de Luxembourg dans la collégiale Saint-Georges au château de Vendôme.

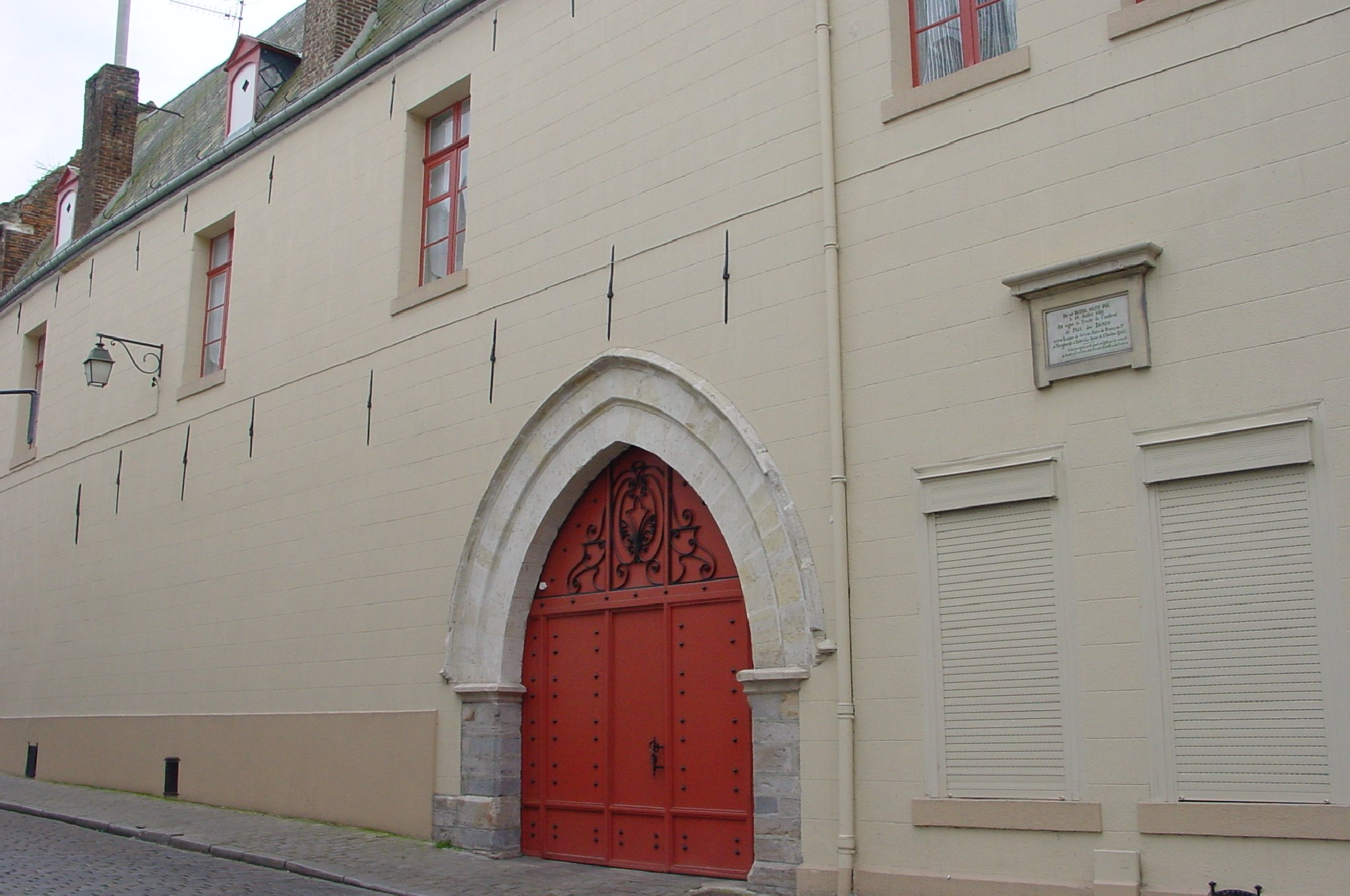
Porte de l'hôtel de Saint-Pol propriété de Marie de Luxembourg, où résida Louise de Savoie durant la paix des Dames

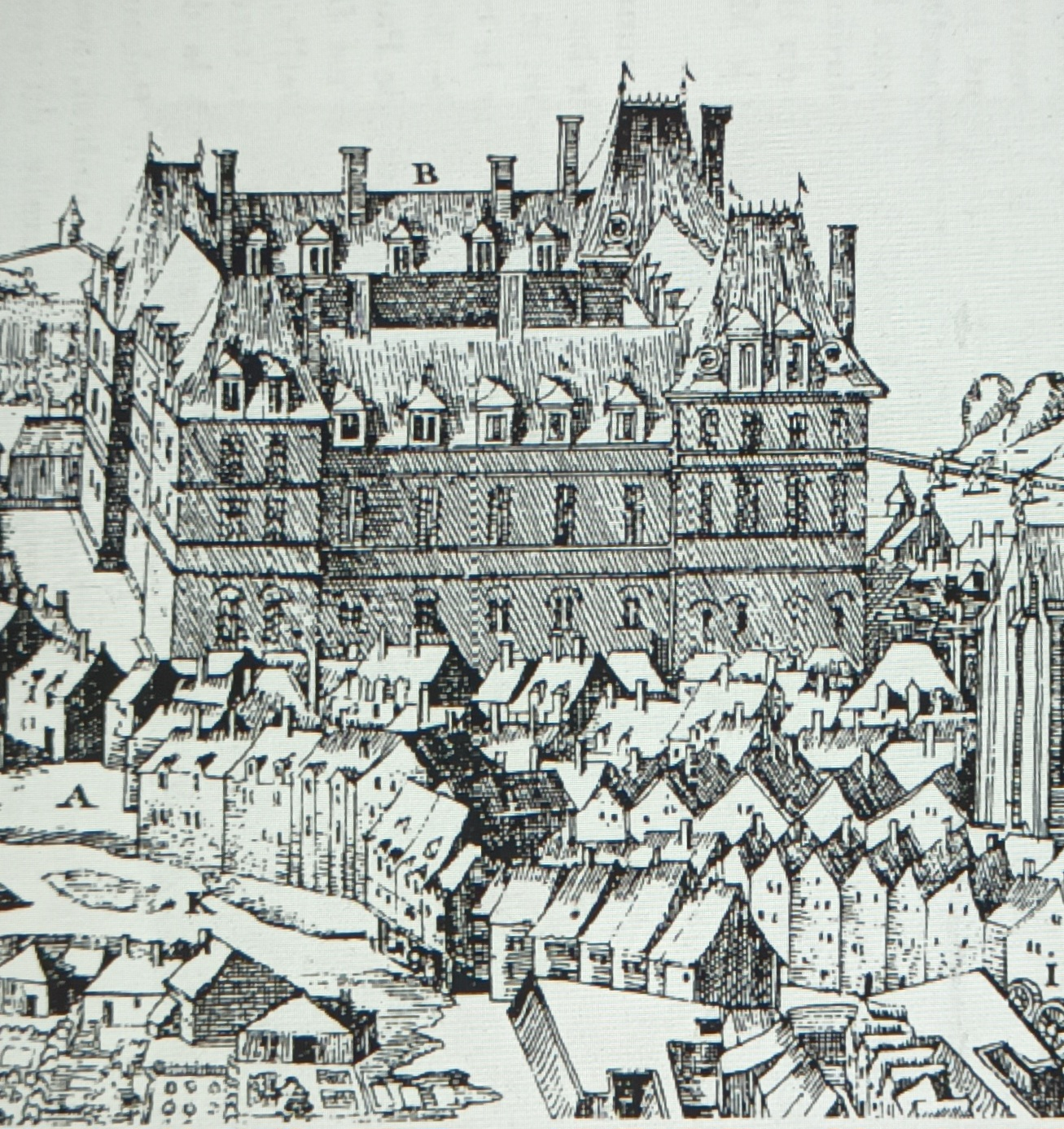
Château de La Fère